# Иван Димовски
Иван Христов Димовски е български математик, член-кореспондент на Българската академия на науките, преводач на математическа литература и автор на учебници по математика.

## Биография
Димовски е роден на 7 юли 1934 г. в с. Патрешко, община Троян. През 1952 година завършва средно образование в град Троян и постъпва да учи математика, научно-производствен профил, във Физико-математическия факултет на Софийския университет. След дипломирането си работи половин година като учител по математика в Русе.
През 1958 – 1959 година работи като асистент по математика във Висшия институт за механизация и електрификация на селското стопанство (ВИМЕСС) – Русе (днес Русенски университет). През 1963 – 1973 г. чете във Факултета по математика и механика (днес Факултет по математика и информатика) на Софийския университет основните курсове за специалност „Механика“: Теория на еластичността, Механика на непрекъснатите среди, Теория на потенциала, Операционно смятане, Вариационно смятане, Специални функции и други. Преподава и в Шуменския университет „Епископ Константин Преславски“, където чете лекции по история на математиката, основи на математиката, числови системи и операционно смятане.
През 1969 година става старши научен сътрудник II ст. (доцент) в Института по математика на БАН (днес Институт по математика и информатика). Защитава голяма докторска дисертация през 1977 година и през 1982 година е избран за старши научен сътрудник I ст. (професор). Между 1986 и 2004 година ръководи секция „Комплексен анализ“ към Института по математика. Между 2005 и 2009 година е председател на Специализирания научен съвет по приложна математика и механика към Висшата атестационна комисия. От 1997 година е член-кореспондент на БАН.
Научните интереси на Иван Димовски са в областта на операционното смятане, където разработва ново направление, наречено конволюционно смятане, с което решава широк кръг нелокални гранични задачи за линейните диференциални оператори от втори ред. Сред приносите му е разширение и обобщение на принципа на Дюамел. Членува в редколегиите на известни чуждестранни списания като Integral Transforms and Special Functions, Fractional Calculus and Applied Analysis, Journal of Inequalities and Special Functions и други. Участвал е на редица престижни университети и международни конференции в Русия, Германия, Полша, Кувейт, Испания, Венецуела, Сърбия, Северна Македония и др.
Иван Димовски е превел на български от английски, немски или френски повече от 50 книги по математика. От български на английски е превел три монографии и избрани трудове на видни български математици. Автор е на редица учебници по математика за средното училище.
През 1979 година получава Наградата на Софийския университет и на Българската академия на науките (БАН) на името на акад. Никола Обрешков. През 2004 година е удостоен с Почетен знак на БАН „Марин Дринов“.